# Chanith
Chanith oder Khanith (arabisch خنيث, DMG ḫanīṯ), englisch auch Xanit, ist das umgangssprachliche arabische Wort für Menschen in Oman und Teilen der Arabischen Halbinsel, die – obwohl sie mit männlichen Geschlechtsmerkmalen geboren wurden – die männliche Geschlechterrolle weitgehend ablehnen (Transgender-Personen). Die Benennung betrifft auch Menschen, die im westlichen Sprachraum zur intersexuellen Kategorie gehören, bei denen die körperlichen Geschlechtsmerkmale also nicht eindeutig sind.
Zwar werden Chanith behandelt, als ob sie Frauen seien, sie werden aber nicht der Kategorie Frau zugeordnet. Ihr Zwischenstatus wird in ihrem äußeren Erscheinungsbild deutlich: Sie tragen sowohl Männer- als auch Frauenkleidung, wobei sich zum Beispiel die Frauenkleidung durch die Farbgebung von der normalen Frauenkleidung absetzt. Chanith verhüllen ihr Haupt im Gegensatz zu Männern und Frauen nicht, haben einen halblangen Haarschnitt, der weder von Männern noch von Frauen getragen wird. In ihrem Verhalten ähneln Chanith eher den Frauen. Sie sind stark parfümiert, imitieren ihren Gang und die hohe Stimmlage. Außerdem ist es ihnen möglich, sich in den beiden normalerweise getrennten räumlichen Welten von Männern und Frauen aufzuhalten. So können sie sich im häuslichen Bereich der Frauen sowie im öffentlichen Bereich der Männer bewegen. Bei bestimmten Ereignissen wie Hochzeiten nehmen die Chanith eine wichtige Rolle ein.
Aufgrund ihres Zwischenstatus wurden sie in der Ethnologie lange als eine Art drittes Geschlecht betrachtet. Doch diese Annahme deckt sich nicht mit dem lokalen Verständnis. Chanith werden wie ein Eunuch angesehen. Zwar besitzen sie männliche Geschlechtsorgane, doch sind diese inaktiv und somit gelten sie als impotent. Die Option, ein Mann zu werden, ist gegeben, wenn sich die Impotenz zu Potenz ändert. Dann ändert sich der Status und Chanith können als Männer angesehen werden. Somit setzt sich das Bild von Männlichkeit aus dem Besitz und dem Gebrauch eines Penis zusammen. Männer gelten als aktiv Handelnde, Frauen und Xanit als passive Wesen. Dieses Geschlechtermodell ist somit doch binär, da es schon bei der Geburt in Menschen mit und ohne Penis unterscheidet. Auf den ersten Differenzierungsvorgang bei der Geburt folgt ein zweiter mit der Pubertät, bei dem „Männer noch einmal in zwei Kategorien eingeteilt [werden]: in diejenigen, die penetrieren, und in diejenigen, die penetriert werden.“
Das Modell löst das Problem, dass Männern die Notwendigkeit sexueller Aktivität zugeschrieben wird, Frauen hingegen sich vor und außerhalb der Ehe nicht sexuell betätigen sollen. Doch da Männer ohne Ehefrauen auf Frauen als Sexualpartner angewiesen sind, müssten entweder Männer oder Frauen von zugeschriebenen Verhaltensmustern abweichen. Chanith ersetzen Frauen und lösen somit dieses Problem. Daraus lässt sich schließen, dass in Oman kein drittes Geschlecht existiert, sondern eine binäre Geschlechterordnung.